# Toxomerus violaceus
Toxomerus violaceus är en tvåvingeart som först beskrevs av Charles Howard Curran 1926.  Toxomerus violaceus ingår i släktet Toxomerus och familjen blomflugor. Inga underarter finns listade i Catalogue of Life.